# Panagrolaimus superbus
Panagrolaimus superbus is een rondwormensoort uit de familie van de Panagrolaimidae. De wetenschappelijke naam van de soort is voor het eerst geldig gepubliceerd in 1930 door Fuchs.